# Siège d'Édesse
Période intermédiaire post-Première croisade
Batailles
- Arsouf
- Mélitène
- Croisades de secours
- Ramla (1er)
- Ramla (2e)
- Tripoli
- Harran
- Artah
- Ramla (3e)
- Croisade norvégienne
- Sidon
- Champ du Sang
- Hab
- Azâz
- Ba'rin
- Shaizar
- Édesse

Le siège d'Édesse se déroula du 28 novembre au 24 décembre 1144 . La ville tomba aux mains de Zengi, atabeg de Mossoul et d'Alep, qui s'empara finalement de tout le comté d'Édesse.

## Contexte
Le comté d'Édesse est le tout premier des États latins d'Orient. Il est créé par Baudouin de Boulogne en 1098 lors de la première croisade. Le plus septentrional des possessions croisées, c'est aussi le plus avancé dans le monde islamique et le moins peuplé. Il est le plus en butte aux contre-attaques turques. Son souverain Jocelyn II de Courtenay, en conflit avec Raymond II de Tripoli et Raymond de Poitiers, prince d'Antioche, ne reçoit aucun soutien des autres princes chrétiens. De plus le roi de Jérusalem Foulque d'Anjou meurt en 1143, laissant comme héritier un enfant de treize ans, Baudouin III. La régence est assurée par sa mère Mélisende.

## Le siège d'Édesse
Zengi commença la campagne par une diversion. Il enleva en effet plusieurs châteaux aux Ortoquides dans le Diyarbékir, prétextant l'alliance de Jocelyn avec ces derniers. Jocelyn préférait résider à Turbessel, à l'ouest de l'Euphrate, et la garnison d'Édesse était très réduite. À l'annonce de la reprise des hostilités entre Zengi et les Ortoquides, les Latins, rassurés, ne renforcèrent pas Édesse. Profitant du fait que la ville était ainsi pratiquement laissée sans défense, Zengi accourut à marche forcée à ses portes le 28 novembre 1144.
La défense est menée par l'archvêque latin Hugues, l'évêque arménien Adam et l'évêque jacobite Basile. À l'annonce du siège, Jocelyn ne peut qu'appeler au secours les autres princes francs. Sans l'aide de ces derniers, il sait qu'il ne peut dégager Édesse. La régente Mélisende lui envoie des renforts, mais Raymond d'Antioche, son ennemi personnel, occupé en Cilicie contre les Byzantins, ignore ses demandes pressantes. 
Zengi fait construire des machines de siège et creuser des mines. Il doit hâter le siège pour s'emparer de la ville avant l'arrivée des renforts de Mélisende. Le 24 décembre, une partie du mur s'écroule. L'assaut des troupes de Zengi permet alors de s'emparer de la ville basse. Des milliers d'habitants sont massacrés. Le reste se réfugie dans la citadelle (citadelle de Maniakès), qui se rend le 26 décembre 1144.

## Conséquences
Zengi s'empare de Saruj en janvier 1145. L'arrivée de l'armée envoyée par Mélisende a rejoint Jocelyn. De plus, des troubles à Mossoul le poussent à abandonner la campagne. Ainsi, une partie du comté d'Édesse reste aux mains des Croisés (à l'ouest de l'Euphrate), autour de la seigneurie de Turbessel.  Mais petit à petit, ce territoire est vendu aux Byzantins ou conquis par les Musulmans. Les Byzantins se révélant  incapables de tenir les positions acquises auprès des Croisés, toute la région tombe bientôt aux mains des Turcs.
La mort de Zengi, assassiné dans la nuit du 14 au 15 septembre 1146 par un eunuque, semble pourtant donner à Jocelyn l'opportunité de reconquérir Édesse. La ville basse est réoccupée en octobre 1146 avec la complicité de la population, composée de Chrétiens indigènes (Arméniens). Mais l'expédition aboutit à un désastre. La citadelle refusant de se rendre, Jocelyn doit entreprendre un siège en règle pour réduire sa garnison. L'arrivée sur ces entrefaites de Nur al-Din, fils de Zengi, l'oblige à évacuer définitivement Édesse. L'armée chrétienne subit un désastre en évacuant la ville, et la population d'Édesse est massacrée et déportée (3 novembre 1146). Selon la chronique de Michel le Syrien, 30 000 habitants périrent au total pour les deux sièges, et 16 000 furent emmenés en esclavage.
La nouvelle de la première chute d'Édesse a alors déjà atteint l'Europe. Le 1er décembre 1145, Eugène III publie la bulle Quantum praedecessores, appelant à la deuxième croisade. 
Le roi de France Louis VII et l'empereur germanique Conrad III répondent à cet appel, mais l'expédition se termine par un échec cuisant devant Damas (juillet 1148), scellant la fin de toute opération pour reprendre la ville d'Édesse, et par là la fin du comté d'Édesse. Cette victoire musulmane amorce la reconquête de la Syrie franque.